# 브라이언 이노
브라이언 이노(Brian Eno, 1948년 5월 15일~)는 영국의 음악가이다. 앰비언트 음악과 생성 음악의 선구자로 잘 알려져 있다.

## 경력
브라이언 이노는 입스위치와 윈체스터의 미술 학교에서 미술을 공부하였으나, 전자 악기와 음성 이론에 관심을 갖고 음악에 심취하게 된다. 재학 중인 상태에서 1970년대부터 아마추어 그룹에서 음악 활동을 지속하다가, 앤디 맥케이의 권유를 받고 록시 뮤직에 가입했다. 브라이언 이노는 록시 뮤직에서 신시사이저 연주자로서 특이한 패션과 음악 스타일로 주목을 받았다.
록시 뮤직을 떠난 후 《Here Come The Warm Jets》(1974년), 《Taking Tiger Mountain (by strategy)》(1974년) 등 몇 안되는 록 앨범을 낸 후, 전위적인 현대 음악과 뉴에이지적 작풍을 받아들인다. 《Another Green World》(1975년), 《Ambient 1 / Music for Airports》(1978년)에 이르러서는 글램 록적인 화려함을 감추고, 그것에 기초한 전위 음악의 영향과 앰비언트적인 작풍이 강하게 보인다.
솔로 활동과 병행하여 록시 뮤직의 기타리스트인 필 만자네라, 구 서독에서 활동하던 밴드 클러스터의 멤버 등과 작품을 제작함에 따라 광적인 사운드를 추구하던 당시의 록 씬에 큰 영향을 주었다. 특히 알려진 것은 데이비드 보위의 앨범인 '베를린 3부작(《Low》, 《Heroes》, 《Lodger》)' 제작 참여를 들 수 있다. 킹 크림슨의 기타리스트인 로버트 프립과 친분이 깊어 여러 장의 연주음악 앨범을 공동 작업하기도 했다.
또한 앰비언트 음악의 세계에서는 해롤드 버드와 존 하셀, 다니엘 라누아 등의 재능을 차례차례로 발굴하여 비 로큰롤 음악에 대해서도 많은 도움을 주었다.
이후에도 같은 경향의 작품을 계속 발표하면서 80년대 록의 새로운 움직임에도 관심을 가지고 데이비드 보위, 토킹 헤즈, U2 등의 앨범에 프로듀싱과 연주로 참여하여, 뉴욕 언더 그라운드 씬의 컴필레이션 앨범 《No New York》을 프로듀스하는 등, 그 후의 예술가와 세계에 영향을 미친다. 이외에도 시각 예술의 설치 작품 등에도 적극적으로 참여하는 중이다. 21세기에 들어서도 폴 사이먼과 콜드플레이의 앨범 제작에 참여했다.

## 음반 목록
독집
- 《Here Come the Warm Jets》 (1974)
- 《Taking Tiger Mountain》 (1974)
- 《Another Green World》 (1975)
- 《Discreet Music》 (1975)
- 《Before and After Science》 (1977)
- 《Ambient 1: Music for Airports》 (1978)
- 《Music for Films》 (1978)
- 《Ambient 4: On Land 》 (1982)
- 《Apollo: Atmospheres and Soundtracks》 (1983)
- 《More Music for Films》 (1983)
- 《Thursday Afternoon》 (1985)
- 《Nerve Net》 (1992)
- 《The Shutov Assembly》 (1992)
- 《Neroli》 (1993)
- 《The Drop》 (1997)
- 《Another Day on Earth》 (2005)
- 《The Ship》 (2016)
- 《Reflection》 (2017)